# Olav Gullvåg

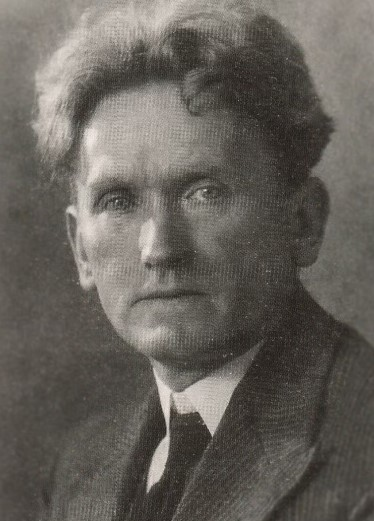
Olav Gullvåg

Olav Gullvåg född 1885 i Trondheim, död 1961, var en norsk författare.
Gullvågs mest kända verk är Spelet om Heilag Olav, som spelas varje år på Stiklestad. Stycket bygger på de tre äldre skådespelen Natterast på Sul (1952), Føre slaget (1954) och Stiklestad (1960). I övrigt har Gullvåg skrivit ett stort antal lättare skådespel.
Av romanerna är Det byrja ei jonsoknatt (1937) och fortsättningen Kongens nåde (1939) mest kända. Den dramatiska handlingen utspelar sig i Telemark på 1700-talet, och har kärlek över ståndsgränserna som centralt tema. Romanerna blev tidigt översatta till ett flertal språk.
Gullvåg är översatt till svenska, danska, isländska, engelska, tyska, nederländska, franska, tjeckiska, ungerska och lettiska.